# Каменева, Ольга Давидовна
Ольга Давидовна (Давыдовна) Каменева (1883, Береславка, Херсонская губерния — 11 сентября 1941, Орёл), урождённая Бронштейн — деятельница российского революционного движения, сестра Л. Д. Троцкого и первая жена Л. Б. Каменева.

## Биография
Долгое время находилась в политической эмиграции. Получила образование в Берне.
После революции заведовала управлением театров в Наркомпросе, активно проводила линию их большевизации и радикализации. А. В. Луначарский, сторонник более умеренного подхода, с согласия В. И. Ленина уволил О. Каменеву в 1920 году.
До конца 1920-х годов осуществляла полуофициальные дипломатические контакты между СССР и западными странами. В частности, добивалась получения западной помощи для борьбы с последствиями голода в Поволжье. В 1925—1929 гг. — председатель правления ВОКС.
Избегала оппозиционной деятельности. В середине 1920-х годов разлаживается её семейная жизнь с Львом Каменевым. После того, как Троцкий и Каменев потеряли все должности в партии в 1927 году, Каменева какое-то время продолжает занимать официальные должности. 
В 1935 году она была выслана из Москвы в Ташкент сроком на 5 лет.
После процесса над Зиновьевым и Каменевым, которые были казнены в 1936 году, также арестовывают её вместе с двумя детьми.
Ольгу Каменеву расстреляли 11 сентября 1941 года в Медведевском лесу под Орлом во время массовых расстрелов НКВД.
Старший сын — Александр, выпускник Военно-воздушной инженерной академии имени Н. Е. Жуковского, расстрелян.